# Domenico Vantini
Domenico Vantini (Brescia, 1765 - 1825), est un peintre italien qui fut actif pendant la période néoclassique à Brescia  et à Mantoue. 

## Biographie
Domenico Vantini fut d'abord un élève de Santo Cattaneo. Par la suite il se rendit à  Mantoue et travailla avec Giuseppe Bottani.
Il s'était spécialisé dans les portraits en miniature.
Son fils Rodolfo Vantini (Brescia, 1792 – 1856) a été un ingénieur et un architecte.

## Œuvres
- Autoportrait (1814), Galerie d'art moderne, Milan.
- Odorico Politi (1810)
- Autoportrait (1820), Galerie des Offices, Florence (restauré par Daniele Rossi en 1994)
- Portrait d'une jeune dame, tondo de 62 mm
- Allegoria della Notte, Teatro grande, Brescia
- Madonna col Bambino in gloria ed estasi di santa Teresa d’Avila, parrochia di Carcina.
- Madonna col Bambino e San Giovannino, collection Piero Lechi